# Државни збор (Словенија)
Државни збор, скраћено ДЗ, опште је представничко тело Републике Словеније. Према Уставу и Уставном суду, главни је део изразито непотпуног дводомног словеначког парламента, законодавне власти Словеније. Једнодоман је и има 90 чланова који су изабрани на мандат од четири године. Од укупног броја чланова, 88 изабрано је користећи систем сразмерне заступљености партијских листа, а преостала два, користећи методу Борда, од мањина које говоре италијански и мађарски и имају апсолутно право вета на питања која се тичу њихових етничких група.